# Престё
Престё (дат. Præstø — город в Дании с населением 3821 человек (2015). Находится в коммуне Вордингборг в Зеландии на восточном побережье острова Зеландии. Престё — бывшая коммуна. Ее лишили этого статуса из-за реформы. Город был объединен с Мён, Лангебак и Вордингборг для образования коммуны Вордингборг. Бывшая коммуна Престё занимала площадь 107 км², а общая численность населения составляла 7 608 человек (2005 г.). Последним мэром был Оле Мёллер Мэдсен, член политической партии Venstre.

## Образование
В городе есть народная школа-пансионат, являющаяся частью Университета Токай.

## Известные люди
- Николай Фредерик Северин Грундтвиг — датский священник, писатель и философ, одна из ключевых фигур в истории Дании.
- Паулин Ворм — датский писатель, поэт, учитель и феменистка. С 1847 года она работала частным репетитором в Престё.
- Генри Джонсон — американский фермер, лесоруб, бизнесмен и политик. Эмигрировал из Дании в США в 1873 году.
- Карл Адольф Гьеллеруп — датский поэт и писатель. Некоторые произведения опубликованы под псевдонимом Эпигонос (англ. Epigonos). Лауреат Нобелевской премии по литературе за 1917 год «За многообразное поэтическое творчество и возвышенные идеалы».
- Кнуд Олсен — датский строитель и дизайнер
- Пауль Томсен — датский киноактер, снялся в 70 фильмах в промежутке от 1944 до 1985